# Torre di San Giovanni
La torre di San Giovanni è una torre di presidio situata in località Morota nel comune di Campo nell'Elba, sull'isola d'Elba. La torre è vicina alla pieve di San Giovanni, dalla quale prende il nome, ed è posta in posizione strategica su di uno sperone monzogranitico.

## Storia del fortino di guerra
Venne presumibilmente costruita nell'XI secolo dalla Repubblica di Pisa per la difesa del suo territorio, tramite il controllo del traffico marittimo attorno al canale di Piombino; in seguito, la struttura difensiva passò al Principato di Piombino. La torre, come consueto per questo tipo di difese, era visivamente collegata alla fortezza del Volterraio. La torre, sebbene danneggiata nel corso dei secoli, continua a dominare il Golfo di Campo. Nel 1995 venne restaurata dalla Soprintendenza ai monumenti di Pisa, con interventi che suturarono alcune lesioni causate da un improvviso movimento del masso su cui sorge l'edificio.
Chiamata Tora nel XVI secolo, fu successivamente detta Torre della regina Alba o, più semplicemente, Torre della Regina e ad essa erano legate fantasiose leggende popolari, secondo le quali si trattava di una prigione risalente all'età romana. Scrisse Giuseppe Ninci nel 1815: «La solidità delle sue mura, la strettezza delle sue stanze, la somma difficoltà del suo accesso l'annunziano per una di quelle terribili carceri nelle quali penavano più e più anni quegl'infelici che, esiliati dalla lor patria, venivano deportati nell'isole, come avvenne ad Agrippa Postumio terzo figlio di Agrippa e di Giulia figlia d'Ottaviano, e a Seneca il filosofo; il primo rilegato nell'anno settimo di Cristo in Pianosa per ordine del zio; il secondo in Corsica l'anno 42 per comando di Caligola imperatore.»